# Kilianeum (Würzburg)
Das Kilianeum ist ein 1871 als Chilianeum gegründetes und nach dem Frankenapostel Kilian benanntes ehemaliges Internat im Südosten der Würzburger Altstadt in der heutigen Ottostraße, welches nach seiner Schließung im Juli 1998 und anschließendem Umbau seit dem 15. Juli 2000 von der Diözese Würzburg als Haus der Jugend genutzt wird, außerdem von der Diözesanstelle Weltkirche.
Das Kilianeum geht zurück auf Bestrebungen des 1870 gestorbenen Bischofs Georg Anton von Stahl, ein Knabenseminar einzurichten, das mittellosen Jungen Abitur, Theologiestudium und (am Priesterseminar Würzburg) die Ausbildung zum Priester ermöglichen sollte.
Aufgrund der starken Nachfrage wurde 1927 ein Kilianeum für das Untermaingebiet in Miltenberg und 1964 ein gleichnamiges Knabeninternat in Bad Königshofen eröffnet. Wie das Stammhaus werden beide Gebäude nicht mehr in ihrer ursprünglichen Funktion als Schülerwohnheime genutzt, in Miltenberg wurde das Jugendhaus St. Kilian, in Bad Königshofen das Begegnungshaus St. Michael eingerichtet.

## Gebäudehistorie
Der vierflügelige Bau mit Innenhof geht auf das 1670 bis 1673 neu errichtete Benediktinerinnen-Kloster St. Afra zurück, welches ein kurz zuvor wegen des Baus einer neuen Stadtbefestigung abgerissenes gleichnamiges Vorgängerkloster St. Afra (1506 mit Unterstützung von Nonnen des zur Bursfelder Kongregation gehörenden Benediktinerinnenpriorats St. Scholastika zur Gnadenpforte reformiert) etwas östlich von Stift Haug ersetzte (Das alte Kloster St. Afra, hatte im 14. und 15. Jahrhundert Besitz in Unterleinach, war um 1435 von Würzburger Bürgern geplündert worden und erhielt vom 16. bis 18. Jahrhundert Abgaben bzw. Gülte aus Oberleinach). Im Zuge der Säkularisation in Bayern wurde das Afrakloster am 24. April 1803 nach fast 700-jähriger Existenz aufgelöst und der Klosterbesitz zum Staatseigentum erklärt.
Im von ihm 1805 erworbenen Nord- und Ostflügel richtete Leo Stecher eine Brauerei ein. Süd- und Westflügel wurden 1807 von Kreiskommissar von Papius gekauft. Ab 1820 wurde das im Nordflügel befindliche Klosterkirchenschiff zum viergeschossigen Wohngebäude umgebaut. Der Ostflügel mit Braukellern und Garten war 1817 an die Brauerei Konradi und erneut 1820 an Adam Gebhardt verkauft worden, Süd- und Westflügel wurden 1831 von der Waisenhausstiftung erworben.
1854 richtete die Familie Serger im Nordtrakt eine Höhere-Mädchen-Schule ein, bevor dieses Institut am 4. Mai 1868 vom Bistum Würzburg erworben wurde, um darin am 4. Oktober 1871 das Knabenseminar Chilianeum mit 20 Schülern zu eröffnen. 1879 ersteigerte die Diözese den Ostflügel, welcher ab 1902 zur Erweiterung des Internates auf 127 Zöglinge genutzt wurde. Mit der Anmietung von Süd- und Westflügel 1922 stieg die Internatskapazität auf 200 Kilianisten, 1928 erfolgte der Kauf dieser Flügel von der Waisenhausstiftung. Während seiner Amtszeit als Bischof ließ Matthias Ehrenfried das Gebäude des Bischöflichen Knabenseminars Kilianeum erneuern. Von 1935 bis 1938 wurden die Gebäudeteile durch umfassenden Umbau wieder zur einstigen Einheit des Klosters zusammengefügt; 1941 wurde der Vierflügelbau enteignet und bis zur Zerstörung am 16. März 1945 als Polizeipräsidium und Gestapositz genutzt.
Während des Wiederaufbaus ab 1946 erfolgte der Internatsbetrieb zuerst in Münnerstadt und später bis 1949 im seit 1891 im Stadtteil Grombühl befindlichen Vinzentinum (gegründet 1853) in Würzburg, bevor Bischof Julius Döpfner das neu errichtete Haus 1952 feierlich einweihen konnte.
Von 1966 bis 1969 wurde der Südflügel nach Osten hin um einen neuen Anbau erweitert, in dem ein Schwimmbad, eine Kapelle, Schwesternwohnungen und Musikzimmer untergebracht waren. In die Jahre 1978 bis 1982 fällt die letzte Generalsanierung des nun fünfflügeligen Gebäudekomplexes. Trotz einer modernen Innenausstattung musste das Kilianeum 1998 wegen stark sinkender Schülerzahlen (von 1980 bis 1993 sank die Belegung von 150 auf 50) schließen.

## Ehemalige Internatsbewohner, Spirituale oder Präfekten
- Georg Angermaier (1913–1945), Jurist und Staatswissenschaftler
- Helmut Bauer (1933–2024), emeritierter Weihbischof im Bistum Würzburg
- Jochen Bendel (1967–), Radio- und Fernsehmoderator
- Paul Bocklet (1928–2009), römisch-katholischer Prälat
- Vitus Brander (1880–1969), römisch-katholischer Theologe und Kirchenhistoriker
- Julius Döpfner (1913–1976), Erzbischof von München und Freising
- Gottfried Eichelbrönner (1901–1986), Landwirt und Politiker der CSU
- Michael von Faulhaber (1869–1952), Erzbischof von München und Freising
- Franz Fleckenstein (1922–1996), Kirchenmusiker, Priester und Komponist
- Vinzenz Fuchs (1935–), Strafrechtswissenschaftler
- Bernhard Halbig (1913–1983), Buchhändler und Verbandsfunktionär
- Karl Hillenbrand (1950–2014), Generalvikar des Bistums Würzburg
- Georg Hirschbrich (1939–2012), römisch-katholischer Geistlicher und Dekan
- Alfons Kempf (1912–1999), Weihbischof im Bistum Würzburg
- Hans Martin (1916–2007), Komponist, Organist, Chorleiter und Lehrer
- Valentin Müller (1891–1951), Oberst der Wehrmacht
- Willy Richard Reichert (1924–1982), Schriftsteller und Verleger
- Rudolf Weigand (1929–1998), Priester, Theologe und Kirchenrechtler

## Bilder

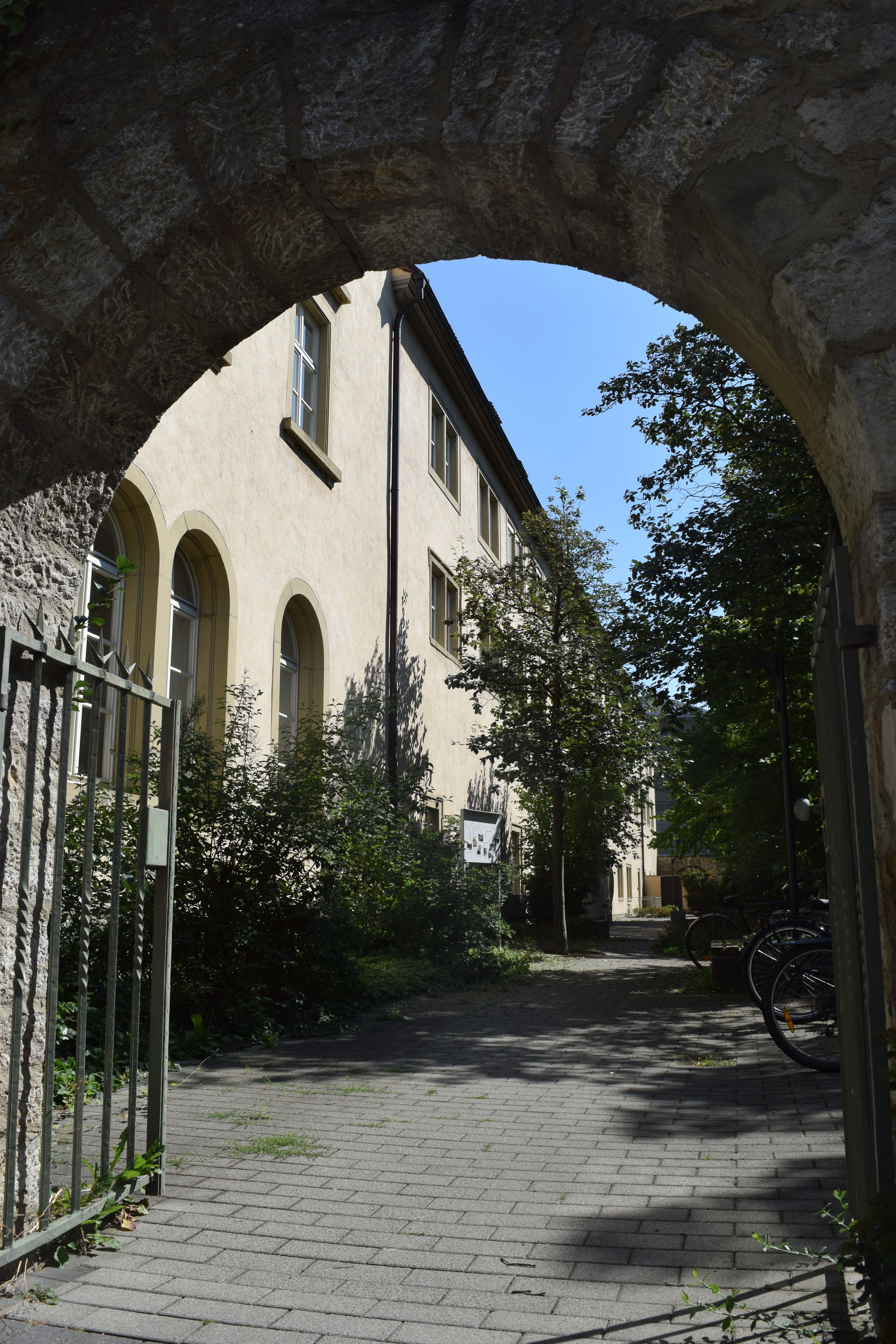
Westflügel
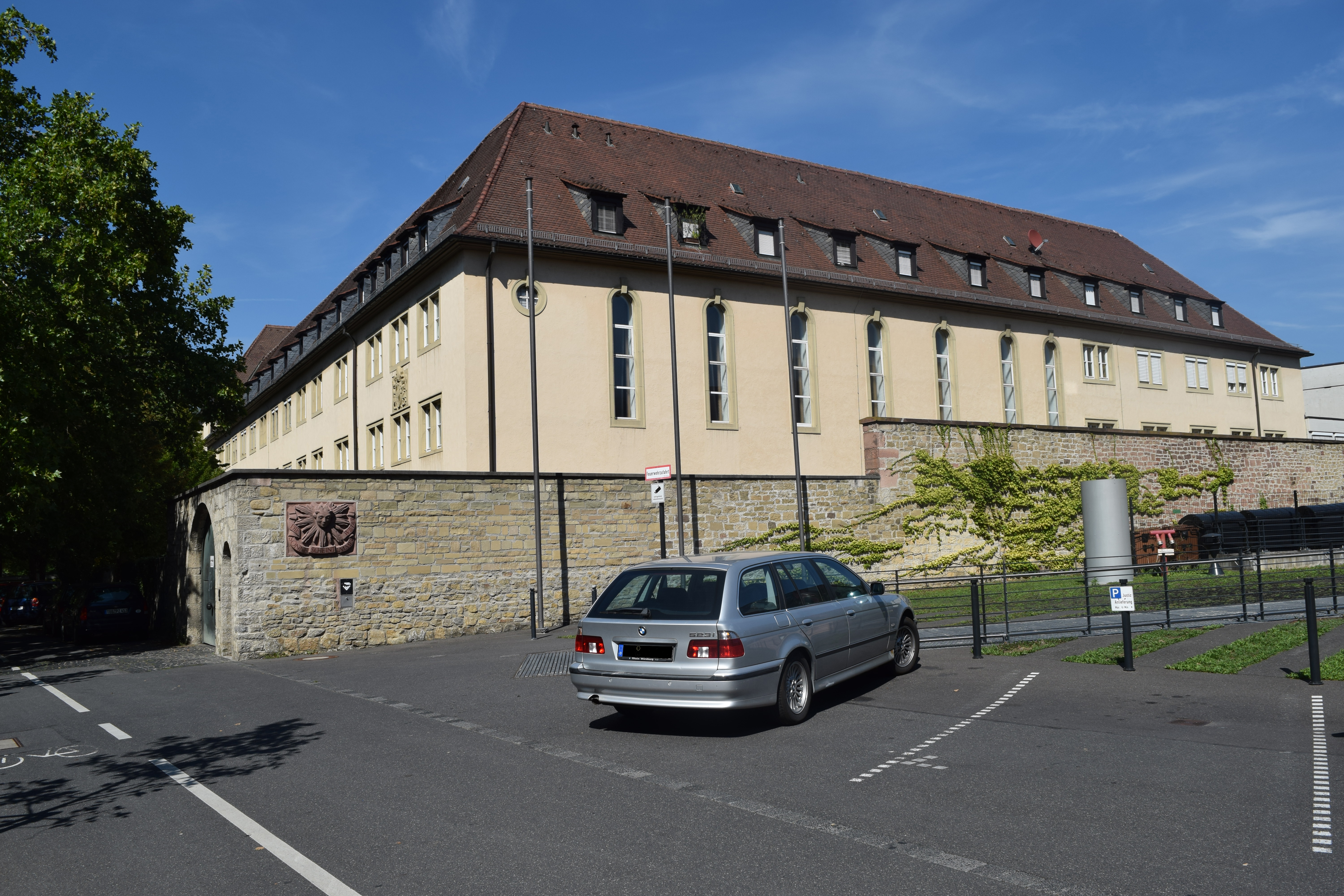
Ansicht von Südwest
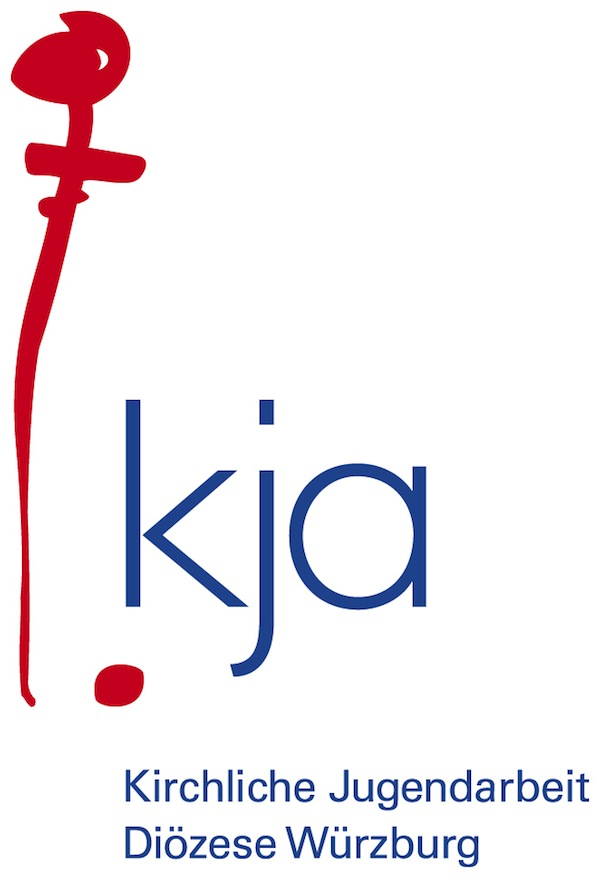
Logo der Kirchlichen Jugendarbeit der Würzburger Diözese mit Sitz im Kilianeum
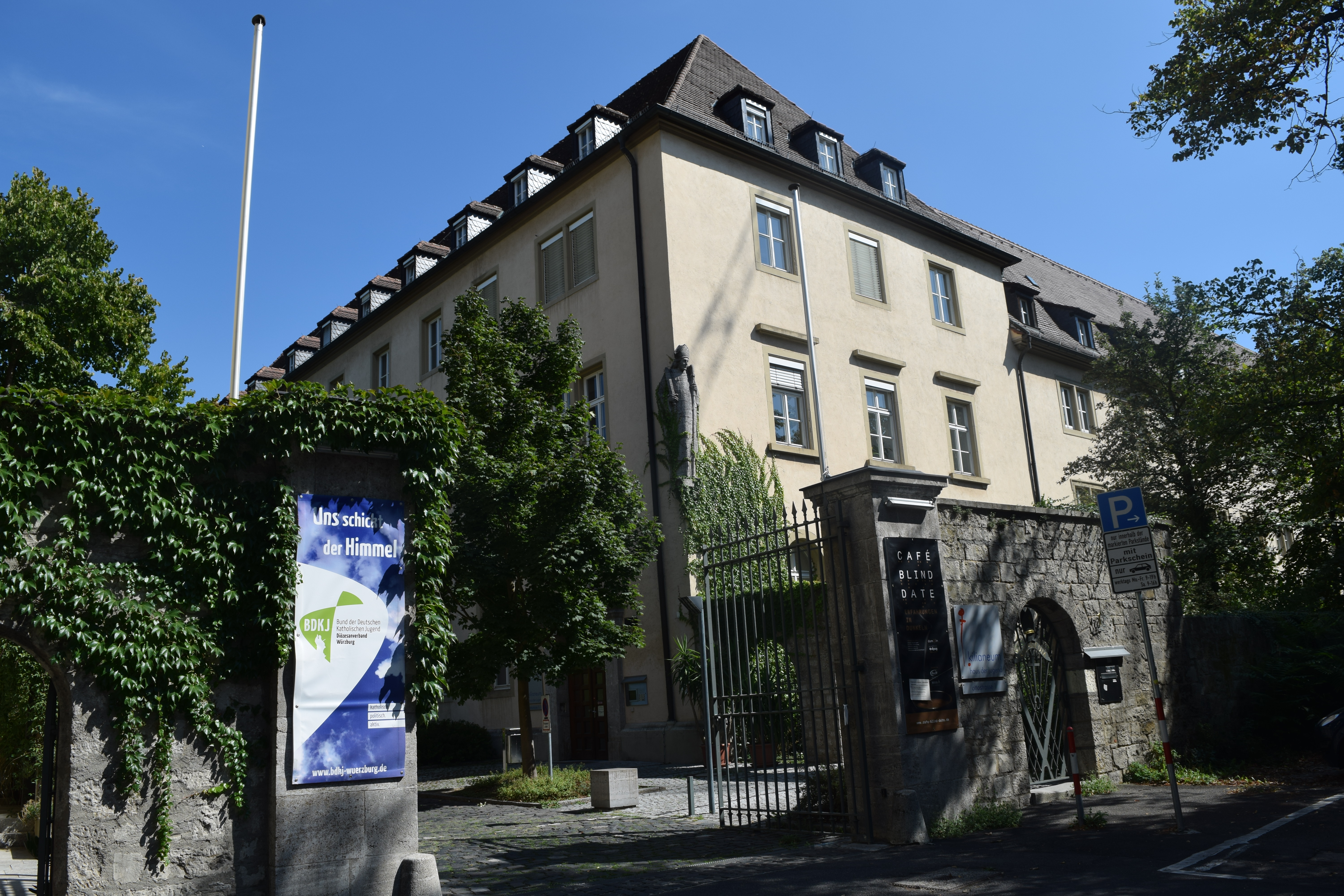
Haupteingang an der Ottostraße